# Amidofosfato

El insecticida fostietan es un fosforamidato

Los fosforamidatos o amidofosfatos son una clase de compuestos de fósforo estructuralmente relacionados con los fosfatos (u organofosfatos) mediante la sustitución de un OR por un NR2. Son derivados de los ácidos fosforamídicos O=P(OH)(NR2)2, O=P(OH)2(NR2).
Un fosforodiamidato (o diamidofosfato) es un fosfato que tiene dos de sus grupos OH sustituidos por grupos NR2 para dar una especie con la fórmula general O=P(OH)(NH2)2. La sustitución de los tres grupos OH da las triamidas fosfóricas (O= P(NR2)3), que comúnmente se denominan fosforamidas.
Dos ejemplos de fosforamidatos naturales son la fosfocreatina y el fosforamidato que se forma cuando los residuos de histidina en las histidina quinasas se fosforilan.

Fosfocreatina.

Otro ejemplo de un fosforodiamidato es el morfolino, que se utiliza en biología molecular.